# Coelioxys carinulata
Coelioxys carinulata är en biart som beskrevs av Johann Dietrich Alfken 1940. Coelioxys carinulata ingår i släktet kägelbin, och familjen buksamlarbin. Inga underarter finns listade i Catalogue of Life.